# Lars Karlsson (hockey sur glace)
Pour les articles homonymes, voir Lars Karlsson.
Lars Karlsson (né le 28 juin 1960 à Kiruna en Suède) est un joueur professionnel de hockey sur glace qui évoluait à la position de défenseur gauche.

## Biographie

### Carrière en club
Il commence sa carrière dans son club natal de Kiruna puis il est transféré à Leksands IF en 1979. Après avoir joué pendant cinq saisons à Leksand, il rejoint l'IF Björklöven avec qui il remporte le championnat de Suède en 1987. Il a joué à Björklöven jusqu'en 1993 et termine sa carrière à Lycksele SK.

### Carrière internationale
Il représente la Suède au niveau international notamment dans les années 1987-1988 lors du sacre aux Championnats du monde de 1987 ou des Jeux olympiques de Calgary de 1988 , où il remporte une médaille de bronze olympique.